# Phare de Punta Laxe
Le phare de Punta Laxe est un phare situé sur le promontoire de Punta Laxe, proche de la commune de Laxe, dans la province de La Corogne (Galice en Espagne).
Il est géré par l'autorité portuaire de La Corogne.

## Histoire
C'est une tour cylindrique blanche, avec galerie et lanterne. Il a été construit en 1920, en même temps que le phare de Cabo Roncudo. Il est situé à environ 2,5 km au nord de Laxe et marque, au sud, l'entrée du Ria de Corme et Laxe sur la Costa de la Muerte (es).
Identifiant : ARLHS : SPA238 ; ES-03760 - Amirauté : D1732- NGA : 2628.
|          |
| Le phare |

### Lien connexe
- Liste des phares d'Espagne